# Tuffi ai III Giochi europei - Trampolino 3 metri sincro femminile
La competizione del trampolino 3 metri sincro femminile ai Giochi europei di Kraków Małopolska 2023 si è svolta il 26 giugno 2023, presso l'Arena dei tuffi di Rzeszów, in Polonia. Per la prima volta, i campionati europei di tuffi sono stati integrati nei Giochi europei, la competizione ha quindi assegnato anche il titoli dell'8ª edizione dei campionati europei di tuffi.
La finale si è svolta alle ore 16:00.

## Risultati
| Class   | Nazione       | Tuffattori                           | T1    | T2    | T3    | T4    | T5    | Totale |
| ------- | ------------- | ------------------------------------ | ----- | ----- | ----- | ----- | ----- | ------ |
| Oro     | Gran Bretagna | Desharne Bent-Ashmeil Amy Rollinson  | 36.00 | 43.20 | 65.70 | 67.50 | 67.50 | 279.90 |
| Argento | Germania      | Lena Hentschel Jana Rother           | 44.40 | 40.80 | 59.40 | 65.70 | 66.03 | 276.33 |
| Bronzo  | Italia        | Elena Bertocchi Chiara Pellacani     | 46.20 | 47.40 | 63.00 | 58.59 | 58.50 | 273.69 |
| 4       | Paesi Bassi   | Inge Jansen Celine van Duijn         | 43.20 | 42.60 | 63.90 | 61.20 | 61.20 | 272.10 |
| 5       | Svezia        | Emilia Nilsson Garip Elna Widerström | 46.20 | 47.40 | 56.70 | 54.00 | 55.89 | 260.19 |
| 6       | Norvegia      | Caroline Kupka Helle Tuxen           | 40.20 | 42.60 | 57.12 | 43.20 | 53.46 | 236.58 |
| 7       | Ungheria      | Eszter Kovács Estilla Mosena         | 40.80 | 39.60 | 47.52 | 39.69 | 50.40 | 218.01 |
| 8       | Lituania      | Vita Šlajūtė Urtė Valeišaitė         | 38.40 | 40.80 | 46.80 | 44.55 | 43.92 | 214.47 |